# Jacek Grudzień (kompozytor)
Jacek Grudzień (ur. 7 lutego 1961 w Warszawie)  – polski kompozytor.

## Życiorys
Studiował kompozycję u Włodzimierza Kotońskiego i improwizację fortepianową u Szabolcsa Esztényi’ego w warszawskiej Akademii Muzycznej im. Fryderyka Chopina .
Brał udział w kursach kompozytorskich w Darmstadcie, Kazimierzu, Patras i Dartington. W latach 1986–1987 przebywał na stypendium podyplomowym w Londynie ufundowanym przez Witolda Lutosławskiego , studiując muzykę elektroniczną i system MIDI w studiu Barry’ego Andersona.
W latach 2001–008 pełnił funkcję kierownika muzycznego Teatru Studio w Warszawie. Współpracował ze Studiem Eksperymentalnym Polskiego Radia. 
Jest laureatem Ogólnopolskiego Konkursu Kompozytorskiego na Gitarę Klasyczną w 1995 i konkursu Młodych Kompozytorów Polskich w 1988. Jego kompozycje były wykonywane we Francji, Szwajcarii, Niemczech, Stanach Zjednoczonych i Japonii. 
Mieszka i tworzy w Warszawie i Wiedniu.

## Twórczość
Styl Grudnia charakteryzuje formalna spójność i abstrakcyjna klarowność, co przybliża go do amerykańskiego minimalizmu, zwłaszcza  w zakresie metrorytmiki i harmonicznej repetytywności. Stosuje kolaże i cytaty, niekiedy zabawne, jak np. w Nonstrom (1996). Wiele jego utworów elektroakustycznych, szczególnie tych z saksofonem, jest faktycznie balladami ambientowymi .
Komponuje również muzykę teatralną, filmową, dla radia i telewizji.

## Wybrane kompozycje

### Utwory orkiestrowe i kameralne
- Violin Concerto (1986)
- Hologram II na kwartet smyczkowy (1988)
- Sea Wind na klarnet/saksofon sopranowy i fortepian (1993)
- One Jubilee Rag na klarnet, puzon, wioloncz. i fort. (1995)
- Nonstrom na klarnet, puzon, wioloncz. i fort. (1996)
- Gagliarda na kwartet smyczkowy (1996)
- Concerto per sassofono soprano ed archi (1996)
- Światła pochylenie [The Bending of Light] na saksofon sopranowy, altowy i fortepian (1997)
- Postludium na skrzypce, wiolonczelę i fortepian (1999)
- Octet for stings (2000)
- YAZD na orkiestrę (2006)

### Utwory wokalno-instrumentalne
- Lumen na chór mieszany i orkiestrę symfoniczną (1987)
- Missa brevis na chór mieszany i kwintet dęty blaszany (1992)
- Hiacyntowa dziewczyna [Hyacinth Girl] na sopran i taśmę (1995)

### Utwory na instrumenty solowe
- Tristaniana na fortepian (1984)
- Turdus musicus na klawesyn amplifikowany (1984)
- Movement I na kontrabas (1984)
- Music from the Window na 2 skrzypiec (1985)
- Interludium na fortepian (1986)
- Androvanda na gitarę (1986)

### Muzyka elektroakustyczna
- Sonosfera na taśmę (1985)
- Night Sounds na saksofon tenorowy i digital delay (1987)
- Somnus na taśmę (1988)
- Movement II na kontrabas i taśmę (1992)
- Trees na saksofon altowy i taśmę (1992)
- Movement II na kontrabas i taśmę (1992)
- Tritons na klawesyn i taśmę (1993)
- Pavane na wiolonczelę i taśmę (1994)
- Ad Naan na wiolonczelę i taśmę (2002)
- Leanyka fna flet i taśmę (2003)
- Piosenka [A Song] na klarnet, puzon, wiolonczelę, fortepian i taśmę (2005)
- Preparation for Change na fortepian, tancerza i taśmę (2013)

## Muzyka filmowa i teatralna
- 2002 - Alarm
- 2004 - Tout un hiver sans feu
- 2009 - muzyka do spektaklu T.E.O.R.E.M.A.T. Grzegorza Jarzyny
- 2012 - muzyka do spektaklu Korzeniec w Teatrze Zagłębia w Sosnowcu
- 2024 - Biała odwaga